# Plumatella crassipes
Plumatella crassipes är en mossdjursart som beskrevs av Wiebach 1974. Plumatella crassipes ingår i släktet Plumatella och familjen Plumatellidae. Inga underarter finns listade i Catalogue of Life.